# Чхаїдзе Омар Валер'янович
Омар Валер'янович Чхаїдзе (нар.. 16 квітня 1944, Грузинська РСР) — російський художник, основоположник нового напряму в образотворчому мистецтві — світло-предметного живопису [Архівовано 3 листопада 2020 у Wayback Machine.], член-кореспондент Російської академії мистецтв, член Спілки художників Росії і Московського Союзу художників, член Спілки художників Грузії, член Російської академії природничих наук, член Європейської академії природничих наук, член Міжнародної федерації художників ЮНЕСКО, член Міжнародної Асоціації образотворчих мистецтв — АІАП ЮНЕСКО.

## Біографія
У 1960 році вступив до Тбіліського художнє училище імені Якова Ніколадзе. У 1966 році став студентом Тбіліської державної академії мистецтв, факультету живопису. З 1964 року бере участь у міжнародних виставках. З 1994 року живе і працює в Москві. У 2000 році відкрив галерею в Центральному будинку художника.
З початку творчого шляху в мистецтві, в 1960-х роках, Омару Чхаїдзе була притаманна повна свобода самовираження, не обмежена ніякими заборонами та цензурою. Його неодноразово виключали з художнього училища та академії з формулюванням «невиправний формаліст і абстракціоніст». І училище і академію, тим не менш, він закінчив з відзнакою. Його дипломна робота в училищі була створена за твором Альбера Камю «Сторонній», а в академії — за романом Михайла Булгакова «Майстер і Маргарита», забороненими на той час в СРСР.
Починаючи з 1960-х років Омар Чхаїдзе працював у різних напрямках. Він створив свій впізнаваний стиль і техніку.
Омар Чхаїдзе збагнув різні міфологічно-релігійні та філософсько-езотеричні вчення. Основною темою його творчості завжди було Світло, але не у фізичному розумінні цього поняття, а в метафізичному, духовному («Ініціація», 1966 р., «Вічність», 1971 р., «Інтроверсія», 1986 р., «Небеса», 1991 р., «Енергія Світла», 2006 р., «Трансформація Світу», 2012 р., «Вихід у Світ», 2013 р., «Субстанція», 2014 р., «Вібрація духовного Світу», 2015 р. «Люксосфера», 2016 р.).
В останні роки Омар Чхаїдзе повністю відійшов від предметного, фігуративного живопису.
Роботи Омара Чхаїдзе знаходяться в колекціях Московського музею сучасного мистецтва (Москва, Росія), Ульяновського музею сучасного образотворчого мистецтва (Ульяновськ, Росія), Тверського державного музею образотворчого мистецтва (Тверь, Росія), Галереї Horizont (Уден, Нідерланди), Ікосаедра Gallerie (Нью-Йорк, Манхеттен, США).
В 2013 році в Московському Музеї сучасного мистецтва (ММОМА) пройшла виставка Омара Чхаїдзе «Трансформація Світу» про взаємозв'язок кольору і Світла.
У 2015 році в Тбіліському Музеї сучасного мистецтва (МОМА) пройшла виставка «Шлях Світла».
У 2016 році Російська академія мистецтв провела презентацію проекту «Світло-предметна живопис», а також книги «Мій шлях». На цій презентації рішенням президії академії художник був нагороджений Золотою медаллю Російської академії мистецтв. Тоді ж Російська академія природничих наук присвоїла йому почесне звання «Лицар науки і мистецтв» і нагородила медаллю, а Європейська академія природничих наук нагородила Омара Чхаїдзе медаллю Леонардо да Вінчі за новий напрямок в образотворчому мистецтві.
Омар Чхаїдзе — автор проекту «Центр Світу» (архітектурний ансамбль, 2016 р.). Структура цього архітектурного ансамблю містить в собі код Всесвіту. Автор вважає, що гравітаційні (лат. gravitas — тяжіння) та левітаційні (лат. levitas — легкість) речовини Світла і Темряви — ефір (основний елемент періодичної таблиці Дмитра Менделєєва) — створює електромагнітне, квантове вібраційне поле. Воно заповнює простір ансамблю і притягує енергію духовного Світла.
У 2017 році проект Центр Світу одержав державний патент Російської Федерації.
Омар Чхаїдзе продовжує вчення Володимира Вернадського і розширює поняття сфера планети: біосфера - сфера життя (Едуард Зюсс, 1875), антропосфера — сфера людини (Дмитро Анучин, 1902 р.), ноосфера — сфера розуму (Едуард Леруа, 1927 р.) — до нескінченності Всесвіту. Він вважає, що весь Всесвіт створений з єдиної субстанції, яку Ксенофан у VI столітті до нашої ери назвав кулястою істотою.
Омар Чхаїдзе вважає, що ця куляста всеосяжна духовна сфера має два аспекти: Світло і Темряву, і пропонує назвати їх люксосфера (лат. lux — світло) і тенебросфера (лат. tenebrae — темрява). Єдність і гармонія Світла і Темряви — це вища стадія еволюції біосфери і ноосфери, і кінцевим пунктом їх розвитку буде злиття з люксосферою та тенебросферою.
У 2017 році Російська академія природничих наук нагородила Омара Чхаїдзе Золотою медаллю Петра Капіци як автора наукового відкриття.
У 2018 році Європейська академія природничих наук нагородила Омара Чхаїдзе медаллю Вільгельма Лейбніца за особливі заслуги.

## Персональні виставки
- 2018 — Москва, Росія, Російська академія мистецтв, виставка «Вихід у Світ»
- 2016 — Москва, Росія, Російська академія мистецтв, презентація проекту «Світло-предметна живопис» та книги «Мій Шлях».
- 2015 — Тбілісі, Грузія, Музей сучасного мистецтва, Тбілісі, «Шлях до Світла»
- 2013—2014 — Москва, Росія, Московський музей сучасного мистецтва, «Трансформація Світу»
- 2012 — Тбілісі, Грузія, Національний музей Грузії
- 2010 — Ульяновськ, Росія, Музей сучасного Образотворчого мистецтва
- 2008 — Москва, Росія, Центральний Будинок художника
- 2007 — Нью-Йорк, США, Ікосаедра Gallerie
- 2007 — Відень, Австрія, Museums Quartier
- 1998 — Уден, Нідерланди, Галерея Horizont
- 1994 — Тбілісі, Грузія, Галерея Сучасного Мистецтва Грузії
- 1991 — Тбілісі, Грузія, Біла галерея

## Іновації
1. Світло-предметний живопис — в образотворчому мистецтві.
2. Центр Світу — в езотериці, архітектурі, науці й медицині.
3. Люксосфера — Сфера Світла — в езотериці та філософії.
4. Тенебросфера — Сфера Темряви — езотерики і філософії.
5. Люксоскоп (вимірювальний прилад) — у науці й медицині.
6. Люксосфера (зцілювальна установка) — у науці й медицині.

## Нагороди
- Золота медаль Російської академії мистецтв.
- Золота медаль союзу художників Росії і Московського союзу художників.
- Почесне звання та орден «Лицар науки і мистецтв» Російської академії природничих наук.
- Медаль Василя Кандинського Європейської академії природничих наук.
- Медаль Леонардо да Вінчі Європейської академії природничих наук.
- Золота медаль Петра Капіци Російської академії природничих наук.
- Медаль Вільгельма Лейбніца Європейської академії природничих наук.